# Винокур, Ион Срулевич
Ион Срулевич (Израилевич) Винокур (при рождении Иойна Срулевич; 4 июля 1930, Ружин, ныне Житомирской области — 19 сентября 2006, Киев) — советский и украинский археолог, историк, один из ведущих исследователей Черняховской культуры, доктор исторических наук (1978). Заслуженный работник высшей школы УССР (1981). Действительный член Академии наук Высшей школы Украины.

## Биография
Родился 4 июля 1930 года в рабочей семье. Отец работал здесь мастером жестяного дела и по своему уму и нраву был советчиком в жизненных перипетиях многих жителей округа. В Ружине мальчик провел всего шесть лет. В 1936 году семья переехала в Житомир. Во время Великой Отечественной войны вместе с семьей был эвакуирован в г. Ашхабад, в Туркменистан и лишь в 1944 году вернулся в Житомир, где и окончил местную среднюю школу № 25. В 1948 году Винокур поступает на исторический факультет Черновицкого университета. Известный советский археолог и педагог Борис Тимощук со второго курса обучения начал брать с собой Винокура в археологические экспедиции по Буковине, а в 1951—1952 годах привлек его к работе в составе Галицкой археологической экспедиции АНУ. Ион Израилевич вошёл в мир археологической науки и связал с ней всю дальнейшую жизнь.
По окончании в 1953 году исторического факультета Черновицкого университета он возвращается в Житомир, где к 1957 года работает научным сотрудником областного краеведческого музея. В 1954 году он начал активное сотрудничество с редакцией областной газеты «Советская Житомирщина», на страницах которого начали периодически появляться статьи И. Винокура на историческую тематику. В то же время республиканский журнал «Украина» поместил несколько его очерков и исследований культуроведческого характера. Ещё во время «буковинского периода» в личной жизни Иона Винокура произошли изменения. Ещё в студенческие годы он познакомился, а в 1955 году женился на молодой ученой и преподавателе Черновицкого университета Надеждой Григорьевной Литовченко.
В 1957 году Ион Винокур возвращается в Черновицкий университет и начинает публиковать сам или в соавторстве с Борисом Тимощуком отчеты о работе археологического отряда Черновицкого университета, также выступает одним из организаторов стационарных исследований 1958 года трипольского поселения у села Магала Новоселицкого района и широко информирует о находках общественность в журналах «Украина», «Археология», в 1959 году — древнерусского храма XII—XIII века в окрестностях села Василев Заставновского района, в 1962 году — Киселевского могильника I—II века н. э. и многих других.
Итогом многолетнего труда стало издание монографии «Древности Восточной Волыни первой половины I тысячелетия н. э.» и защита в 1962 году в Ленинграде одноимённой диссертации, по результатам защиты получил ученую степень «Кандидат исторических наук». В 1963 году Ион Израилевич начал преподавать на историческом факультете Каменец-Подольского педагогического института. В 1964 году Ион Винокур был одним из основателей и руководителей Хмельницкого областного историко-краеведческого общества, а в 1993 году стал её почетным членом. В 1969 году Винокур возглавил кафедру истории СССР и УССР, которая в 1991 году им была реорганизована в кафедру истории Восточной Европы и археологии. В 1978 году в институте археологии АН Украины Ион Винокур защитил докторскую диссертацию на тему: «История и культура черняховских племен лесостепного Днестро-Днепровского междуречья», а в 1980 году стал профессором. В 1995 году стал лауреатом Каменец-Подольской городской премии в области историко-краеведческих исследований. С 1997 года — академик Академии наук высшей школы Украины, двумя годами позже — академик Украинской академии исторических наук, Заслуженный работник высшей школы Украины, лауреат ряда научных премий Украины, а также награждён медалями «За доблестный труд», А. С. Макаренко, Ярослава Мудрого, значком «Отличник народного образования Украины», Почетной Грамотой и медалью Верховной Рады Украины за особые заслуги перед украинским народом (2003), Почетными Грамотами Министерства образования Украины и другими отличиями. Имя учёного занесено в Книгу Почета Хмельницкой области, присвоено одной из улиц города Каменца-Подольского.
В то же время Ион Израилевич был заботливым семьянином и благодарным сыном. С женой Надеждой Григорьевной (кандидатом биологических наук, доцентом) воспитали дочь Татьяну, которая выбрала путь родителей — работает в вузах Киева. Памяти своих родителей он посвятил монографию «Славянские ювелиры Поднестровья» (1997).
После смерти жены, в 2005 году, И. Винокур перебрался в Киев, где возглавил кафедру гуманитарных наук киевского славистического университета и при этом он не разрывал связей с родным Каменец-Подольским университетом, продолжая преподавать на историческом факультете археологии и спецкурсы, управлять летней археологической практикой.
19 сентября 2006 года, после кратковременной болезни сердце академика Иона Винокура перестало биться. По выводам врачей, причиной смерти стал рак кишечника. Похоронен он на местном кладбище в селе Капитановка возле Киева.

### Статьи
- 1954 — «Памятники первобытной истории Житомирщины», «Памятник времен освободительной войны 1648—1654 годов»;
- 1955 — «Новоград-Волынский клад римских монет», «Древний Житомир», «Древний Коростень»;
- 1956 — «Открытие Радомишльской палеолитической стоянки», «Древний Овруч»;
- 1958 — «Корчакская группа раннеславянских памятников на территории Восточной Волыни»;
- 1959 — «Раннеславянские памятники Восточной Волыни»;
- 1960 — «Древности Восточной Волыни»;
- 1976 — «Как начинался Каменец»;

### Монографии, доклады, диссертации
- 1962 — «Древности Восточной Волыни первой половины I тысячелетия н. э.»;
- 1972 — «История и культура черняховских племен Днестро-Днепровского междуречья II—V веков н. э.»;
- 1977 — «Древние славяне на Днестре»;
- 1978 — «История и культура черняховских племен лесостепного Днестро-Днепровского междуречья»;
- 1985 — «История лесостепного Поднестровья и южного Побужья. От каменного века до средневековья»;
- 1991 — «Буша»;
- 1993 — «Славянские памятники Восточной Волыни И тыс. н.е.»;
- 1994 — «Бакота: Столица древнерусского Низовья»;
- 1997 — «Славянские ювелиры Поднестровья»;
- 1998 — «Дулибско-волынский союз в истории восточных славян»;
- 1999 — «Славяно-русские древности в надречье Гнилопяты»;
- 2000 — «Черняховская культура: истоки и судьба»;

### Книги, брошюры, методические и учебные пособия, рекомендации
- 1956 — «Археологические достопримечательности Житомирщины»;
- 1964 — «Археологические памятники Области»;
- 1967 — «Собирания и изучения археологических памятников и методика их использования в школе»;
- 1980 — «Борьба Руси за свержение татаро-монгольского ига»;
- 1982 — «Древний Киев»;
- 1987 — «Устим Кармалюк»;
- 1989 — «Памятники истории в творчестве Т. Г. Шевченко»;
- 1990 — «Очерки истории Подолья» (соавторство);
- 1994; 2004 — учебник для вузов «Археология Украины»;
- 1997 — «Археология эпохи украинского казачества XVI—XVII вв.» (коллективная работа).

В соавторстве со своим учителем — д.и.н., профессором Борисом Тимощуком:
- 1958 — «Что должен знать юный турист о археологические памятники Буковины»;
- 1961 — «Славянские памятники Буковины»;
- 1962 — «Памятники эпохи полей захоронения на Буковине».

В соавторстве со своим учеником — к.и.н., доцентом Сергеем Трубчаниновым:
- 1993 — «История Подолья и Юго-Восточной Волыни» (для общеобразовательной школы);
- 1995 — «История Украины. 7 класс: Экспериментальный учебник»;
- 1996 — «Древняя и средневековая история Украины».

Ион Винокур также входил в редколлегию и авторский коллектив по созданию тома «История городов и сел УССР. Хмельницкая область» (1971), «Справочника по археологии Украины. Хмельницкая область» (1984), серийных научных сборников «Образование, наука и культура на Подолье» (1998—2006), «Каменетчина в контексте истории Подолья» (1997, 1998), «Каменец-Подольский в контексте украинско-европейских связей» (2003—2006), «Хмельнитчина: Дивокрай» (1995—2006), «Труды Житомирского научно-краеведческого общества исследователей Волыни» (1998—2006).